# Chiesa di Sant'Orsola (San Leonardo in Passiria)
La chiesa di Sant'Orsola (in tedesco Kirche St. Ursula) è la parrocchiale patronale a Sant'Orsola (Schweinsteg), frazione di San Leonardo in Passiria (St. Leonhard in Passeier) in Alto Adige. Appartiene al decanato di Merano-Passiria della diocesi di Bolzano-Bressanone e risale al XVI secolo.

## Descrizione
La chiesa è un monumento sottoposto a provvedimento di vincolo col numero 16977 nella provincia autonoma di Bolzano.